# Home Made Kazoku
HOME MADE Kazoku (HOME MADE 家族?) fue un trío japonés de hip hop unido a la discográfica Ki/oon Records, una subsidiaria de Sony Music Entertainment Japan. En 2016 anunciaron que suspenderían sus actividades por un tiempo indefinido.

## Integrantes
- MICRO - Nīmi Futoshiyū (新美 太祐?) - (26 de octubre de 1977) Vocalista
- KURO - Mizutani Satoru (水谷 聡史?) - (19 de septiembre de 1977) Vocalista
- U-ICHI - Takemoto Yūichi (竹本 裕一?) - (23 de febrero de 1978) DJ

## Biografía
HOME MADE Kazoku es un trío compuesto por los miembros Micro, Kuro y DJ U-Ichi. El grupo fue originalmente formado en 1996 bajo otro nombre. 
La banda estaba en un estado de cambio con respecto a los miembros hasta el año 2001, cuando se decidió convertir en un trío llamado HOME MADE Kazoku. De 2001 a 2003, el grupo se presentó de manera independiente en varios clubes nocturnos de la ciudad de Nagoya. A principios de 2004, el grupo fue elegido para formar parte de una gira por todo el país conocida como "Japan Club Tour". Durante la gira, el trío ganó gran parte de fanes, así firmaron y se unieron a la compañía discográfica conocida como Ki/oon Records.
Los vocalistas Micro y Kuro son originarios de Estados Unidos. Micro pasó gran parte de su niñez en Kentucky, mientras que Kuro vivió en E.U. hasta los 12 años de edad en la ciudad de Chicago, Illinois.
Poco después de haberse unido a la compañía discográfica, el grupo lanzó un álbum que contenía la canción “Home Sweet Home”, la cual se convirtió en una de las canciones más solicitadas en las radios japonesas a lo largo del año. En el mes de julio de 2004, Home Made Kazoku lanzó su primer sencillo titulado “Summer Time Magic” que alcanzó la posición decimoquinta de la tabla semanal de Oricon, manteniéndose en la posición por casi 10 semanas.
Después de una serie de sencillos, el tema “Thank You!!”, fue utilizado como segundo tema de cierre en la serie de anime Bleach. Otro sencillo, titulado “Shōnen Heart” fue usado para el segundo tema de apertura de la serie de anime Eureka Seven. 
El 11 de mayo de 2005 el grupo lanza su primer álbum completo titulado “Rock the World” entrando en la tabla de Oricon posicionándose en el quinto lugar en la primera semana de haber sido lanzado, logrando así estar dentro del top 20 las siguientes ocho semanas. “Rock the World” vendió 191,744 copias y se convirtió en el septuagésimo octavo álbum más vendido de Japón en 2005.
Después de haber sacado su primer álbum, el grupo estuvo en varias giras y siguió lanzando varios sencillos. Lanzando también su segundo y tercer álbum “Musication” y “Familia”.
Un dato interesante que cabe destacar del grupo fue que los boletos para su segunda gira fueron vendidos en su totalidad en el lapso de una hora, un récord para la música japonesa. En enero de 2007, fue anunciado que realizarían el primer tema de cierre de la serie de anime Naruto Shippūden titulada como “Nagareboshi Shooting Star” la cual también entró a la tabla de Oricon apoderándose del décimo lugar. Uno de los miembros del grupo, Micro, hizo una aparición en la canción “Lost Reason” del grupo Abingdon Boys School.
Home Made Kazoku ha realizado promociones comerciales como en un producto llamado “Walky Walky” para la cual sacaron su tema “Easy Walk”. Así también como han sido utilizadas sus canciones para películas tales como el tema de “No Rain No rainbow” la cual se usó como tema principal en la segunda película de Naruto Shippūden.
En el 2011 HOME MADE Kazoku regresa a Naruto Shippūden por tercera vez con la canción de "FREEDOM", la cual es el tema de cierre número 17 de la serie.

## Estilo musical
Por lo general la música de HOME MADE Kazoku muestra un estado de música muy optimista, algunas veces descrito por los fanes como “Música que te hace sentir bien”. El ritmo de las canciones puede variar de moderadamente despacio y calmada a rápida y energética. Siguiendo la tendencia del Jpop, el grupo hace uso de frases en inglés dentro de sus canciones. Este uso está preferentemente en casi todas las canciones. La mayoría de las canciones utiliza un lenguaje a manera de refrán, dejando una moraleja acerca de la vida.
El tema en la música por lo general se refiere a la familia, el amor, paz, comunicación armoniosa entre otros, diversión y festividades de verano. Adicionalmente, la mayoría de sus videos musicales parecen tomar lugar en primavera y verano, lo cual hace referencia al optimismo y la vitalidad que representan estas estaciones para los japoneses.

## Discografía

### Sencillos
1. "SUMMER TIME MAGIC" (7 de julio de 2004)
  1. "SUMMER TIME MAGIC"
  2. "Mr. Tough Guy" ( MR.タフガイ?)
  3. "Oooh! Yeah～!"
2. "Aikotoba" ( アイコトバ?) (17 de noviembre de 2004)
  1. "Aikotoba" ( アイコトバ?)
  2. "Hero" ( ヒーロー?)
  3. "HOME PARTY"
3. "Thank You!!" ( サンキュー!!?) (26 de enero de 2005)
  1. "Thank You!!" ( サンキュー!!?)
  2. "HOME SWEET HOME (Reborn)"
4. "ON THE RUN" (2 de marzo de 2005)
  1. "ON THE RUN"
  2. "LIVE ON DIRECT pt.2"
  3. "Adrenaline F" ( アドレナリンF?)
5. "Shōnen Heart" ( 少年ハート?) (3 de agosto de 2005)
  1. "Shōnen Heart" ( 少年ハート?)
  2. "Sora to Umi no Deau Tokoro" ( 空と海の出会うところ?)
  3. "Shōnen Heart (Instrumental)" ( 少年ハート (Instrumental)?)
6. "JOYRIDE" (5 de octubre de 2005)
  1. "JOYRIDE"
  2. "Manabi no Mado" ( 学びの窓?)
  3. "Life Work!" ( ライフワーク!??)
  4. "JOYRIDE (Instrumental)"
7. "Salvia Bud/You'll Be Alright with Noriyuki Makihara" ( サルビアのつぼみ/You'll be alright with 槇原敬之?) (18 de enero de 2006)
  1. "Salvia no Tsubomi" ( サルビアのつぼみ?)
  2. "You'll Be Alright with Noriyuki Makihara" ( You’ll be alright with 槇原敬之?)
  3. "Nani ga ta desu ka?" ( 何型ですか????)
  4. "Salvia no Tsubomi (Instrumental)" ( サルビアのつぼみ (Instrumental)?)
  5. "You'll Be Alright with Noriyuki Makihara (Instrumental)" ( You’ll be alright with 槇原敬之 (Instrumental)?)
8. "Aikotoba wa Abra Cadabra/Manatsu no Dance Call" ( アイコトバはア・ブラ・カダ・ブラ ～HOME MADE 家族 vs 米米CLUB～ ／ 真夏のダンスコール?) (12 de julio de 2006)
  1. "Aikotoba wa Abra Cadabra Home Made Kazoku vs. Kome Kome CLUB" ( アイコトバはア・ブラ・カダ・ブラ ～HOME MADE 家族 vs 米米CLUB～?)
  2. "Manatsu no Dance Call" ( 真夏のダンスコール?)
  3. "precious season"
  4. "Aikotoba wa Abra Cadabra Home Made Kazoku vs. Kome Kome CLUB (Radio Edit)" ( アイコトバはア・ブラ・カダ・ブラ ～HOME MADE 家族 vs 米米CLUB～ (Radio Edit)?)
  5. "Manatsu no Dance Call (Instrumental)" ( 真夏のダンスコール (Instrumental)?)
9. "EVERYBODY NEEDS MUSIC" (22 de noviembre de 2006)
  1. "EVERYBODY NEEDS MUSIC"
  2. "Silver Town"
  3. "Tera Incognita -Shirarezarutochi-" ( テラ・インコグニタ〜知られざる土地〜?)
  4. "What's Going On !?"
10. "Kimi ga Kureta Mono" ( 君がくれたもの?) (31 de enero de 2007)
  1. "Kimi ga Kureta Mono" ( 君がくれたもの?)
  2. "NEVER ENOUGH"
  3. "Salvia no Tsubomi -Liga Oriente Remix-" ( サルビアのつぼみ ～Liga Oriente Remix～?)
11. "Nagareboshi -Shooting Star-" ( 流れ星〜Shooting Star〜?) (7 de marzo de 2007)
  1. "Nagareboshi -Shooting Star-" ( 流れ星〜Shooting Star〜?)
  2. "Yonaka ni Kaita Love Letter" ( 夜中に書いたラブレター?)
  3. "Nagareboshi -Shooting Star- (Instrumental)" ( 流れ星〜Shooting Star〜(Instrumental)?)
12. "Oboeteru" ( おぼえてる。?) (16 de enero de 2008)
  1. "Oboeteru" ( おぼえてる。?)
  2. "RISE & SHINE"
  3. "EVERYBODY NEEDS MUSIC (raw phat remix)"
13. "EASY WALK" (8 de abril de 2008)
  1. "EASY WALK"
  2. "Iron Soul" ( アイアンソウル★?)
  3. "Viva Jibun" ( VIVA自分?)
14. "NO RAIN NO RAINBOW" (23 de julio de 2008)
  1. "NO RAIN NO RAINBOW"
  2. "Frontier" ( フロンティア?)
  3. "I Wish"
15. "Come Back Home" (3 de septiembre de 2008)
  1. "Come Back Home"
  2. "Ikkagen" ( 一家言?)
  3. "EASY WALK (DJ Deckstream Remix)"
16. "YOU -Anata ga soba ni Iru Shiawase-" ( YOU 〜あなたがそばにいる幸せ〜?) (11 de marzo de 2009)
  1. "YOU -Anata ga soba ni Iru Shiawase-" ( YOU 〜あなたがそばにいる幸せ〜?)
  2. "FUN HOUSE feat. KAME(from KAME & L.N.K),TUT-1026,HOZE(from SMELLS GOOD)"
  3. "CLAP!CLAP!"
17. "Tomorrow feat. Kusuo" ( Tomorrow featuring 九州男?) (4 de noviembre de 2009)
  1. "Tomorrow feat. Kusuo" ( Tomorrow featuring 九州男?)
  2. "Mukaikaze" ( ムカイカゼ?)
  3. "Looking For You"
  4. "Silver Town"
18. "L.O.V.E." (10 de febrero de 2010)
  1. "L.O.V.E."
  2. "Step By Step"
  3. "Shōnen Heart [Fickle Remix]" ( 少年ハート （Fickle Remix）?)
19. "Nukumori" (ぬくもり?) (27 de octubre de 2010)
  1. "Nukumori" (ぬくもり?)
  2. "Mirai All Right" (未来オーライ?)
  3. "Nukumori (Instrumental)" (ぬくもり (Instrumental)?)
20. "FREEDOM" (1 de junio de 2011)
  1. "FREEDOM"
  2. "NO RAIN NO RAINBOW (Fickle Remix)"
  3. "FREEDOM (Instrumental)"
  4. "FREEDOM (-NARUTO- Shippūden Ending Ver.)" ( FREEDOM（NARUTO-ナルト- 疾風伝 Ending Ver.）?)

### Álbumes
1. "ROCK THE WORLD" (11 de mayo de 2005)
  1. "It's da Dai Naka Show!!!" ( It's da 大・中・SHOW!!!?)
  2. "HOME PARTY"
  3. "ON THE RUN"
  4. "Aikotoba" ( アイコトバ?)
  5. "Asunaro no Ki" ( あすなろの木?)
  6. "Kū Neru Asobu" ( くうねるあそぶ?)
  7. "Oooh! Ie! (Extended Ver.)" ( Oooh!家~! (Extended Ver.)?)
  8. "Koi no Decibel" ( 恋のデシベル?)
  9. "Thank You!!" ( サンキュー!! ?)
  10. "Mochiron" ( もちろん(持ち論)?)
  11. "LIVE ON DIRECT pt.3"
  12. "Mr. Tough Guy" ( Mr.タフガイ?)
  13. "SUMMER TIME MAGIC"
  14. "Homerareru to Nobiru Type" ( ホメられると伸びるタイプ?)
  15. "HOME SWEET HOME (Reborn)"
  16. "Life goes on&on"
2. "musication" (15 de febrero de 2006)
  1. "Journey in 2 H.M.K.U."
  2. "music & communication"
  3. "Shōnen Heart" ( 少年ハート?)
  4. "Lean On Me"
  5. "JOYRIDE"
  6. "Take it easy"
  7. "Salvia no Tsubomi" ( サルビアのつぼみ?)
  8. "FUNKY 20×8"
  9. "Shall We Ranbu!? " ( Shall we 乱舞!??)
  10. "Itoshi no Mic Check 1, 2" ( 愛しのマイクチェック1、2?)
  11. "Itsumo Itsudemo" ( いつもいつでも?)
  12. "R.A.I.N.B.O.W."
  13. "You'll Be Alright with Makihara Noriyuki" ( You'll be alright with 槇原敬之?)
  14. "Happy Days Shiawase na Hibi" ( happy days ～幸せな日々～?)
3. "FAMILIA" (14 de marzo de 2007)
  1. "Familogue"
  2. "We Are Family"
  3. "EVERYBODY NEEDS MUSIC"
  4. "Get Fun-Key★ ～space in your space～"
  5. "fantastic 3 feat.SEAMO"
  6. "Nagareboshi -Shooting Star-" ( 流れ星 〜Shooting Star〜?)
  7. "Kimi ga Kureta Mono" ( 君がくれたもの?)
  8. "Brand New Day"
  9. "Manatsu no Dance Call" ( 真夏のダンスコール♥?)
  10. "Whats Going On !?"
  11. "FRESSSH!" ( フレッッッシュ!?)
  12. "Brotherhood"
  13. "NEVER ENOUGH with K-MOON from AFRA & INCREDIBLE BEATBOX BAND"
  14. "Flava Flava with Shintarō Tokita from Sukima Switch" ( FLAVA FLAVA feat.常田真太郎 from スキマスイッチ?)
  15. "Homesick" ( ホームシック?)
  16. "Mi.e.na.i.chi.ka.ra" ( ミ・エ・ナ・イ・チ・カ・ラ?)
4. "HOME" (8 de octubre de 2008)
  1. "Kazoku Sensei" ( 家族宣誓?)
  2. "RISE & SHINE"
  3. "CHANGE"
  4. "Come Back Home"
  5. "EASY WALK"
  6. "Hontou wa" ( ホントハ?)
  7. "NO RAIN NO RAINBOW"
  8. "HOME"
  9. "Oboeteru (Album Ver.)" ( お ぼ え て る。(Album Ver.)?)
  10. "Frontier" ( フロンティア?)
  11. "Runners High"
  12. "ZokuZokool"
  13. "Rush -Gimme a Break-" ( RUSH　～ギミアブレイク～?)
  14. "I Wish"
  15. "YEAH!!"
5. "CIRCLE" (3 de marzo de 2010)
  1. "Circleduction"
  2. "L.O.V.E."
  3. "Family Circuit"
  4. "Oooh Wa!!"
  5. "Tomorrow featuring Kusuo" ( Tomorrow featuring 九州男?)
  6. "Crazy feat. Emi Hinouchi" ( Crazy feat. 日之内エミ?)
  7. "Mukaikaze (Album Ver.)" ( ムカイカゼ（Album Ver.）?)
  8. "Fun House feat. KAME(from KAME & L.N.K), TUT1026, HOZE(from SMELLS GOOD)"
  9. "Villa Hana feat. Yukko from Noanowa" ( ハナビラ feat. Yukko from のあのわ?)
  10. "Superman" ( ーパーマン?)
  11. "Mucha First Time feat. SEAMO" ( ムチャぶりキング feat. SEAMO?)
  12. "Looking For You"
  13. "You ～Anata ga Soba ni Iru Shiawase～" ( YOU ～あなたがそばにいる幸せ～?)
  14. "CIRCLE"
6. "Akatsuki" (5 de octubre de 2011)
  1. "暁 (Introduction)"
  2. "FREEDOM"
  3. "スターとライン"
  4. "So So Hot!!!"
  5. "No.1"
  6. "STAY GOLD"
  7. "情熱のスイッチ"
  8. "BODY PARTY"
  9. "僕はここにいる"
  10. "ぬくもり"
  11. "ギフト"
  12. "Rolling Stone"

### Miniálbumes
1. "Oooh! Ie!" ( Oooh！家～！?) (19 de mayo de 2004)
  1. "Oooh! Ie!" ( Oooh！家～！?)
  2. "LET IT BE Arugamama ni" ( LET IT BE　～あるがままに～?)
  3. "Merry Go Round" ( メリーゴーランド?)
  4. "LIVE ON DIRECT pt.1"
  5. "Kuchiyakusoku Kara Hajimaru Monogatari ~151125~" ( 口約束から始まる物語　～151125～?)
2. "seven emotions" (2 de febrero de 2011)
  1. "Theme of seven emotions"
  2. "Motto Kimi wo..." ( もっと君を...?)
  3. "Yell" ( エール?)
  4. "BIG CITY"
  5. "Kokoro no Hana" ( 心の花?)
  6. "Good Bye but Thank You" ( Good Bye と同じくらい Thank You?)
  7. "Nagareboshi ~Shooting Star~ (Fickle Remix)" ( 流れ星 ～Shooting Star～（Fickle Remix）?)

### Compilaciones
1. "～Heartful Best Songs～　“Thank You!!”" (6 de febrero de 2008)
  1. "Thank You!!" ( サンキュー!!?)
  2. "Oboeteru" ( おぼえてる。?)
  3. "Hero (Strings Ver.)" ( ヒーロー (Strings Ver.)?)
  4. "Koi no Decibel" ( 恋のデシベル?)
  5. "Salvia no Tsubomi" ( サルビアのつぼみ?)
  6. "Kimi ga Kureta Mono" ( 君がくれたもの?)
  7. "Itsumo Itsudemo" ( いつもいつでも?)
  8. "Futari ga Ii ne" ( 二人がいいね?)
  9. "Take it easy"
  10. "Manabi no Mado" ( 学びの窓?)
  11. "Merry go Round" ( メリーゴーランド?)
  12. "Mi.e.na.i.chi.ka.ra" ( ミ・エ・ナ・イ・チ・カ・ラ?)
  13. "Life goes on & on (Extended Ver.)"
  14. "HOME SWEET HOME (Reform)"
  15. "Homesick" ( ホームシック?)
  16. "Encore Symphony" (アンコール シンフォニー?)
2. "FAMILY TREE ～Side Works Collection Vol.1～" (7 de abril de 2010)
  1. "Wait For Me feat. Arikawa Kotomi / HOME MADE Kazoku" ( Wait For Me feat.有川琴美 / HOME MADE 家族?)
  2. "I Say Yeah!"
  3. "LOST REASON -feat.MICRO -from HOME MADE Kazoku-" ( LOST REASON -feat.MICRO from HOME MADE 家族-?)
  4. "NIGHT PARADE by FLOW ∞ HOME MADE Kazoku" ( NIGHT PARADE by FLOW ∞ HOME MADE 家族?)
  5. "Let’s go faraway feat.MICRO from HOME MADE Kazoku (Mine-chang remix)" ( Let’s go faraway feat.MICRO from HOME MADE家族 (Mine-chang remix)?)
  6. "Minus to Plus with KURO from HOME MADE Kazoku" ( Minus to Plus with KURO from HOME MADE 家族?)
  7. "Haru no Hakuchūmu feat.HOME MADE Kazoku" ( 春の白昼夢 feat.HOME MADE 家族?)
  8. "Honno Sukoshi Dake feat.KURO from HOME MADE Kazoku" ( ほんの少しだけ feat.KURO from HOME MADE 家族?)
  9. "Yume Tabi from HOME MADE Kazoku" ( 夢旅 feat.MICRO from HOME MADE 家族?)
  10. "Gradation feat.MICRO,SMALLEST,SHOGO"
  11. "FUN HOUSE feat.KAME(from KAME & L.N.K),TUT-1026,HOZE(from SMELLS GOOD) (Fickle Remix)"
  12. "funky technician feat.HOME MADE Kazoku" ( funky technician feat.HOME MADE家族?)
  13. "Shi GO TO Jin by THREE RIVERS(KAME,MICRO from HOME MADE Kazoku,TUT-1026)" ( 詩 GO TO 人 by THREE RIVERS(KAME,MICRO from HOME MADE 家族,TUT-1026)?)
  14. "Aikotoba wa Abra Cadabra ～HOME MADE Kazoku vs. Kome kome CLUB～" ( アイコトバはア・ブラ・カダ・ブラ ～HOME MADE 家族 vs 米米CLUB～?)